# NGC 1939
NGC 1939 är en klotformig stjärnhop i Stora magellanska molnet i stjärnbilden Taffelberget. Den upptäcktes år 1826 av James Dunlop.